# Thripadectes melanorhynchus
A Thripadectes melanorhynchus a madarak (Aves) osztályának verébalakúak (Passeriformes) rendjébe és a fazekasmadár-félék (Furnariidae) családjába tartozó faj.

## Rendszerezése
A fajt Johann Jakob von Tschudi svájci természettudós és ornitológus írta le 1874-ben, az Anabates nembe, Anabates melanorhynchus néven.

## Alfajai
- Thripadectes melanorhynchus melanorhynchus (Tschudi, 1844)
- Thripadectes melanorhynchus striaticeps (P. L. Sclater & Salvin, 1875)[2]

## Előfordulása
Dél-Amerikában, az Andokban, Ecuador, Kolumbia és Peru területén honos. Természetes élőhelyei a szubtrópusi vagy trópusi hegyi esőerdők. Állandó, nem vonuló faj.

## Megjelenése
Testhossza 21 centiméter, testtömege 39-46 gramm.

## Életmódja
Ízeltlábúak, esetleg kisebb gerincesekkel táplálkozik.

## Természetvédelmi helyzete
Az elterjedési területe nagyon nagy, egyedszáma pedig stabil. A Természetvédelmi Világszövetség Vörös listáján nem fenyegetett fajként szerepel.